# パトリシア・カース
パトリシア・カース （Patricia Kaas, 1966年12月5日 - ）は、フランスの歌手。ジャズやシャンソンの要素をミックスした、スタイリッシュなポップミュージックを歌う。

## 経歴
モゼル県フォルバックで、7人兄弟の末子として生まれた。父はフランス人、母はドイツ人。父はヴェンデル社の炭鉱で働く炭鉱労働者、グル・ノワール（gueule noire、黒いツラという意味）であった。フォルバックの近隣コミューンで、プラット（fr）が話される、スティラン＝ヴェンデルで育った。中部ドイツ語に属するこの方言がパトリシアの母語であり、彼女は6歳までフランス語が話せなかった。母親がパトリシアの才能を見い出し、歌手にしようとした。8歳で、シルヴィ・ヴァルタン、ダリダ、クロード・フランソワ、ミレイユ・マチューを歌い、兄の結婚式では「ニューヨーク、ニューヨーク」のような英語の歌も歌ったという。13歳の時、兄の紹介で、ザールブリュッケンのクラブで歌い始めた。16歳の時、歌手の夢が叶わず、メスのモデル・エージェンシーと契約。音楽プロデューサー、ベルナール・シュワルツとこの時出会う。
1985年、シュワルツが作詞作曲家のベルンハイムにパトリシアを紹介。ベルンハイムと俳優ジェラール・ドパルデューのプロデュースで、「ジャルーズ Jalouse」（ベルンハイムと、ドパルデューの妻エリザベートの共作）でEMIからデビュー。
1987年、ポリドールへ移籍、シングル「マドモワゼル・シャントゥ・ブルース Mademoiselle chante le blues」が大ヒット。アルバム『マドモワゼル・シャントゥ Mademoiselle chante...』は、フランスのアルバムチャート2位を獲得、トップ10内に64週留まり、プラチナレコードとなった。同じく、ベルギー、スイスでもプラチナレコード、カナダではゴールドレコードとなり、同年、フランスでヴィクトワール・ド・ラ・ムジク賞を受賞。
1989年、最愛の母が癌で死去。闘病中に母へ贈ったテディベアを今もマスコットのようにどこでも連れて行く。
1990年、16ヶ月にも及ぶ最初のワールドツアーを敢行。12カ国、196会場で歌った。
CBSソニーに移籍、アルバム『セーヌ・ドゥ・ヴィ〜人生のシーン〜 Scène de vie』をリリース。フランスのアルバムチャート1位に10週間ランクし、前作以上の大ヒットとなった。アルバムに収められた「ケネディ・ローズ Kennedy Rose」という曲は、「ジャルーズ Jalouse」の時と同じ、ベルンハイムとエリザベート・ドパルデューの共作で、ジョン・F・ケネディ大統領の母ローズ・ケネディに捧げられている。この曲は、シングルチャートで1位を記録した。
「セーヌ・ドゥ・ヴィ」ツアーは、13カ国210会場、65万人の観衆を動員。このツアーで、日本、カナダ、ソビエトを訪れ、モスクワとレニングラードでも歌った。1991年には、このツアー・ライブを収録したアルバム『カルネ・ドゥ・セーヌ Carnet de scène』をリリース。
その後も、映画出演、ワールドツアーなど精力的に活動。「ピアフの再来」と称され、2012年にはエディット・ピアフのカバーアルバムを発売。また当アルバムを引っ提げたワールドツアーを敢行した。
2016年、自身の名前をタイトルにした、13年ぶりとなるオリジナル･アルバム『PATRICIA KAAS』（スタジオ･アルバムとしては4年ぶり）を発売。

## 日本公演
- Carnet de scène
  - 1990年12月17日 - 20日　パナソニック・グローブ座
    - 日本公演タイトルは「ヨーロッパのおんなたち Vol. 2」
- Tour de charme
  - 1994年5月13、14、17日　Bunkamuraオーチャードホール、5月20日 大阪フェスティバルホール
- Piano Bar Live by Patricia Kaas
  - 2002年11月13、14日　Bunkamuraオーチャードホール
- KAAS CHANTE PIAF
  - 2013年7月9日 大阪オリックス劇場、7月11日 文京シビックホール
    - 日本公演タイトルは「ワールドツアー・イン・ジャパン ヌーヴォー巴里祭2013」

  - 2014年5月9、10日　Bunkamuraオーチャードホール
    - 日本公演タイトルは「ピアフに想いを寄せて」

## 日本に於けるクレアシオン（創唱）
パトリシア・カースのレパートリーをSACEM-JASRACに登録された法定訳詞で歌って広めたのは1997年にフランス、アルゼンチン、日本での3ヶ国コンサート・ツアーをジャクリーヌ・ダノ、エルベセラン、J.Pメナジェ、アコーディオン奏者・桑山哲也と共に挙行した松本幸枝。「ホテル・ノルマンディ Hotel Normandy」「ジョジョ Jojo」の日本語クレアシオンをパリ録音でCD発売。

## ディスコグラフィ

### スタジオ・アルバム
1. マドモワゼル・シャントゥ Mademoiselle chante... （1987年）
2. セーヌ・ドゥ・ヴィ〜人生のシーン〜 Scène de vie （1990年）
3. 永遠に愛する人へ Je te dis vous （1993年）
4. ダン・マ・シェール Dans ma chair （1997年）
5. パスワード Le mot de passe （1999年）
6. ピアノ・バー Piano Bar （2001年）
7. Sexe Fort （2003年） ※日本未発売
8. Kabaret （2008年） ※日本未発売
9. カース・シャントゥ・ピアフ KAAS CHANTE PIAF （2012年）
10. パトリシア･カース PATRICIA KAAS （2016年）

### ライブ・アルバム
1. カルネ・ドゥ・セーヌ Carnet de scène （1991年）
2. トゥール・ドゥ・シャルム '93〜'94 Tour de charme （1994年）
3. ランデブー Rendez-vous （1998年）
4. Patricia Kaas Live （2000年） ※日本未発売
5. Toute la musique... （2005年） ※日本未発売
6. Kabaret -En studio et sur scène- （2009年） ※日本未発売
  - スタジオ・アルバム『Kabaret』とライブ盤の2枚組
7. カース・シャントゥ・ピアフ〜パリ・オランピア・ライヴ　Kaas chante Piaf à l'Olympia （2014年）
  - CD+DVDの2枚組

### ベスト・アルバム
1. ベスト・オブ・パトリシア・カース Rien ne s'arrête BEST OF 1987-2001 （2001年）
2. 19 par Patricia Kaas （2009年） ※日本未発売
3. Mademoiselle n'a pas chanté que le blues （2011年） ※カナダでのみ発売

### 映像作品
1. カルネ・ドゥ・セーヌ Carnet de scène （1991年）
2. トゥール・ドゥ・シャルム '93〜'94 Tour de charme （1994年）
3. Rendez-vous （1998年） ※日本未発売
4. Ce sera nous （2000年） ※日本未発売
5. Toute la musique... （2005年） ※日本未発売
6. Kabaret -Live au Casino de Paris- （2009年） ※日本未発売
7. Kaas chante Piaf à l'Olympia （2014年） ※DVD単体では日本未発売（CD+DVDのセット版は日本発売あり）

## 映画出演作品
- レディース&ジェントルメン!! And now... Ladies and Gentlemen （クロード・ルルーシュ監督、2002年）